# Борука (язык)
Борука (Boruka, Bronka, Bronca, Brunka, Brúnkajk) — мертвый язык ветви чибча-А семьи макро-чибча. Является родным языком племени борука, населяющего юго-запад Коста-Рики. В 1980 году количество носителей составляло 10, все они были билингвы (второй язык — испанский) преклонного возраста, также было зафиксировано около 30 не свободно владеющих борука. К 1986 году количество носителей сократилось до 5 (все они — женщины). После смерти последнего носителя в 2003 году, язык считается официально мертвым.

## Социолингвистическая и лингвогеографическая информация
Борука был распространен в двух местных резервациях: в южной части провинции Пунтаренас Коста-Рики и в провинции Брунка южнее реки Терраба. Язык использовался в бытовой сфере, официальным же государственным языком Коста-Рики является испанский.
Племя борука (2660 человек по состоянию на 1990 год) в настоящее время также говорит на испанском языке, смешивая его с отдельными словами или фразами из языка борука. Однако услышать в речи племени достаточно длинный фрагмент на языке борука можно чрезвычайно редко.

Язык преподается в качестве второго в местной начальной школе Escuela Doris Z. Stone.

## Генеалогическая информация
Семья макро-чибча делится на две ветви — чибча-А и чибча-Б. Языки семьи распространены в зоне от юго-запада Коста-Рики до запада Панамы. «Этот ареал может рассматриваться как территория исконного [языка, прим. автора] проточибча» [A. Fabre 2005: 1]. На языках ветви чибча-А говорят на побережье Атлантики на юго-востоке данной территории, именно к этой ветви относится борука, наряду с языками брибри, бокота, мовере, таламанка и проч. На языках ветви чибча-Б говорят на части этого ареала, лежащей на тихоокеанском побережье (языки пайа, рама, кума, проч.), более подробная классификация в [A. Fabre 2005: 1-2].

## Типологические характеристики

### Тип выражения грамматических значений
Борука — преимущественно синтетический язык, большая часть грамматических значений выражается суффиксами. В глаголе такими значениями являются время (прошлое/не прошлое), аспект (перфектив/имперфектив/плюсперфектив); после них могут могут присоединяться необязательные так называемые «суффиксы второго ряда» [Constenla and Maroto 1979], выражающие дополнительные значения хабитуалиса/терминатива. Некоторые грамматические значения, которые в борука не могут быть выражены синтетически, выражаются с помощью перифраз — к таким значениям относятся прогрессив/ингрессив. Модальность (императив/дезидератив/деонтическая модальность) также выражается суффиксами.
At ki daba-krá
1.SG ART приходить-PERF
‘Я пришел’

vs

At ki daba-írа
1.SG ART приходить-IMP
‘Я приходил’
Некоторые значения выражаются аналитически, наиболее яркий пример — множественное число имени, которое образуется с помощью частицы róhk (которая также маркирует множественное число глагола).
Españole ki raht-krá
Испанец ART уходить-PERF
'Испанец ушел'

vs

Españole ki raht-krá róhk
Испанец ART уходить-PERF PL
'Испанцы ушли'

### Характер границ между морфемами
Язык борука агглютинативный, основной способ словообразования — суффиксальный, соседние морфемы никак не влияют друг на друга.

kwing + -krá -> kwing-krá
класть + PERF -> класть-PERF
'класть' -> 'положил(-а/-и)'
Инвентарь приставок очень ограничен, приставочный способ словообразования редок.

du- + só? -> dusó?
пра- + бабушка -> прабабушка
'бабушка' -> 'прабабушка'

### Локус маркирования

#### Именная группа
В случае выражения посессивности в конструкциях с местоимениями в бoрука используются личные местоимения, посессивность выражается порядком слов pronoun + posessed. В таких конструкциях ни один из элементов никак не маркируется.
 Система личных местоимений:

|   | Sg   | Pl         |
| 1 | at   | di? (róhk) |
| 2 | ba   | bi? (róhk) |
| 3 | i(?) | i(?) róhk  |

at tsasúh
1.SG старейшина
'мой старейшина'
i? u?se?kra
3.SG босс
'его(ее) босс'
di? wa?rohk
1.PL ребёнок
'Наш ребёнок'
В посессивных конструкциях с именами посессивность никак не выражается грамматически, а посессивные отношения определяет порядок слов — posessor + posessed.

dí? bangká
вода берег
'берег реки'
shiscá dáj
нос середина
'середина носа'

#### Предикация
В борука отсутствует маркирование в предикации, а предикат никак не согласуется с субъектом.

At ki ya-krá
1.SG ART идти-PERF
‘Я пошел’

vs

E?tse abih ki ya-krá
INDF мужчина ART идти-PERF
‘(Какой-то) мужчина пошел’

### Тип ролевой кодировки
В борука представлен номинативно-аккузативный тип ролевой кодировки.
Аргументы предиката не имеют падежного маркирования, однако их роль определяется 1) порядком слов;

Sa + Sp (агенс и пациенс переходного глагола соответственно)

Chi? abih ki e?tse tebek tu?-krá
DEM мужчина ART INDF змея кусать-PERF
'Тот мужчина укусил (какую-то) змею'

vs

E?tse tebek ki chi? abih tu?-krá
INDF змея ART DEM мужчина кусать-PERF
'(Какая-то) змея укусила того мужчину'
A (агенс непереходного глагола)

At ki daba-krá
1SG ART приходить-PERF
‘Я пришел’
P (пациенс непереходного глагола)

At ki tru?-krá
1SG ART падать-PERF
'Я упал'
2) иногда с помощью фокусных средств (чаще всего - фокусный показатель -íng).

Pedro ki i-ng daba?-krá
Педро ART 3.SG-FOC разбивать-PERF
'Педро его разбил'

### Базовый порядок слов
Базовый порядок высказывания — SOV (Subject — Object — Verb) в инициальных (например, начало диалога или логически нового фрагмента текста) и изолированных высказываниях и OVS (Object — Verb — Subject) во большинстве остальных случаев [D. Quesada 2000: 73].
Пример порядка SOV в предложении, которое вводило тему дальнейшего повествования [A. Constenla 1986: 92]:

Antonces ramrój ki yúng ki yu?-krá
Тогда женщина ART тыква SPEC срывать-PERF
'Тогда женщина сорвала тыкву'
Примеры из [A. Constenla 1986: 85], где клаузы, не являющиеся начальными, имеют порядок слов OVS:

I-ng cú? ki ái-krá
3.SG-FOC ящерица ART убить-PERF
'Его убила ящерица'
I-ng bíjt ki de-krá
3.SG-FOC кролик ART есть-PERF
'Его съел кролик'
Иногда также представлены другие порядки слов (например, SVO, [A. Constenla 1986: 90]):

Kóngrój ki di-ír’i-ng
Мужчина ART искать-IMP 3.SG-FOC
'Мужчина искал её'
В атрибутивной конструкции атрибут находится в постпозиции.

e?tse cui sujgrój
INDF мышь старая
'(какая-то) старая мышь'
Предлоги в борука всегда находятся в постпозиции.

Néngkra ka
Дорога в
'На дороге'
В цельном предложении клаузы соединены бессоюзно, кроме придаточных цели, которые присоединяются к главной клаузе маркером chá (грамматикализованная форма глагола 'хотеть') либо úge? 'потому что'. Темпоральные и локативные клаузы начинаются с наречий.

## Фонология

### Фонологическая система

#### Системагласных
|         | Передние | Средние | Задние |
| Верхние | i        |         | u      |
| Средние | e        |         | o      |
| Нижние  |          | a       |        |

#### Системасогласных
|           | Билабиальные | Дентальные | Альвеолярные | Палатальные | Велярные | Глоттальные |
| Взрывные  | b            | t d        |              |             | k g      | ʔ           |
| Аффрикаты |              |            | t͡s           | t͡ʃ d͡ʒ       |          |             |
| Щелевые   |              |            | s            | ʃ           |          | h           |
| Носовые   | m            | n          |              | ɲ           | ŋ        |             |
| Вибранты  |              |            | r            |             |          |             |
| Глайды    |              |            |              | j           | ɰ        |             |

### Тоны
В борука представлено тоновое ударение. Есть два тона — восходящий (графически обозначаемый символом ´ над гласным) и нисходящий (графически не маркируется).

kup (‘семя’) vs kúp (‘яйцо’)

## Лексика
В борука некоторая базовая лексика заимствована из испанского языка:

antonces (исп. entonces) 'тогда'

porque (исп. porque) 'потому что'

## Список сокращений
Значения, выражаемые одним сегментом, пишутся через точку (например, 1.SG — первое лицо единственное число)
1, 2, 3 - первое, второе, третье лицо соответственно

A - агенс непереходного глагола

ART - артикль

DEM - указательное местоимение

FOC - фокус

IMPERF - имперфект

INDF - показатель неопределенности

PERF - перфект

P - пациенс непереходного глагола

PL - множественное число

S - аргумент переходного глагола:

Sa и Sp - агенс и пациенс переходного глагола соответственно

SG - единственное число